# 2MASS J10101480-0406499
2MASS J10101480-0406499 ist ein etwa 20 Parsec von der Erde entfernter Brauner Zwerg im Sternbild Sextant. Er gehört der Spektralklasse L7 an. Seine Position verschiebt sich aufgrund seiner Eigenbewegung jährlich um 0,32 Bogensekunden. Er wurde 2003 von Kelle L. Cruz et al. entdeckt.